# NGC 3808
NGC 3808 (другие обозначения — UGC 6643, ARP 87, MCG 4-28-21, VV 300, ZWG 127.25, PRC D-19, KCPG 297A, PGC 36227) — галактика в созвездии Лев.
Этот объект входит в число перечисленных в оригинальной редакции «Нового общего каталога».
В галактике вспыхнула сверхновая SN 2013db типа IIP, её пиковая видимая звездная величина составила 17,1.